# Buntownik bez powodu
Buntownik bez powodu (oryg. Rebel Without a Cause) – amerykański dramat filmowy z 1955 w reżyserii Nicholasa Raya, opowiadający o dojrzewaniu, przyjaźni, rodzinie oraz ponadczasowym buncie.
W głównej roli wystąpił James Dean, który za swoją rolę został uhonorowany nominacją do nagrody BAFTA.
W 1990 film uwzględniono w National Film Registry.

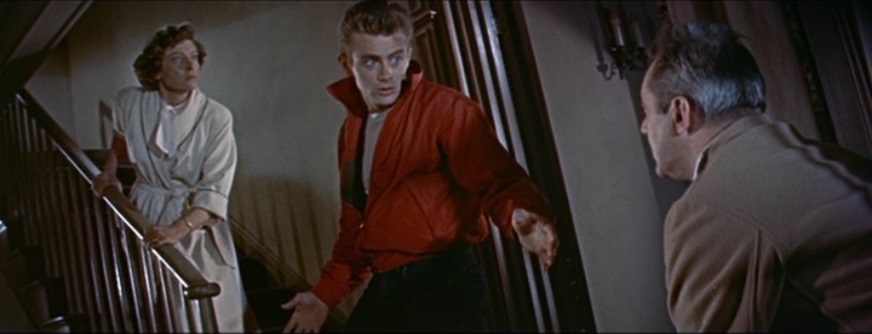
Ann Doran, James Dean i Jim Backus w kadrze z filmu.

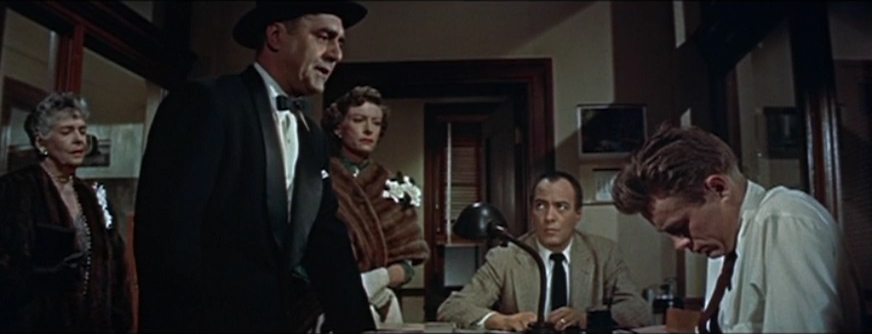
Virginia Brissac, Jim Backus, Ann Doran, Edward Platt i James Dean w kadrze z filmu

## Fabuła
Bohaterem jest 17-letni James „Jim” Stark, który wkrótce po przeprowadzce z rodzicami do Los Angeles trafia do liceum w Dawson. Na początku filmu Jim zostaje doprowadzony na posterunek policji z powodu nietrzeźwości w miejscu publicznym. Przychodzą po niego matka, ojciec i babka, i poznajemy sytuację rodzinną Jima. Jego rodzice często się kłócą. Często to ojciec staje po stronie Jima; jednak matka zawsze zwycięża podczas sporów. To zamieszanie powoduje u Jima poczucie niepokoju, zdrady, wyobcowania. Widać to później w filmie, kiedy kilkakrotnie pyta ojca: „Co robisz, kiedy musisz zachować się jak mężczyzna?”. Raz kłóci się ostro z ojcem na oczach matki.
W szkole stara się wejść w nowe środowisko, ale popada w konflikt z tamtejszym „silnym człowiekiem”, Buzzem Gundersonem (Corey Allen). Zaprzyjaźnia się natomiast z 15-letnim Johnem o przezwisku Platon (Sal Mineo), który był na policji razem z nim tamtego wieczoru za strzelanie do psów. Jim staje się idolem Platona, którego prawdziwy ojciec porzucił rodzinę. Obaj mają podobne problemy, na przykład poszukiwanie sensu życia, radzenie sobie z rodzicami, którzy "nie rozumieją".
Jim poznaje też Judy (Natalie Wood), kolejną osobę z posterunku policji; jej przewinienie polegało na przebywaniu na dworze po zapadnięciu zmroku. Początkowo nie robi wielkiego wrażenia na Judy, która mówi mu ironicznie: „Na pewno prawdziwy z ciebie Romeo”. Należy ona do licealnego gangu Buzza. Twardziele wyzywają Jima na „Wyścig Cykorów” z Buzzem, polegający na pędzeniu ukradzionymi samochodami w kierunku przepaści. Ten, kto pierwszy wyskoczy z samochodu przegrywa i jest uważany za tchórza. „Gra” kończy się tragicznie dla Buzza, kiedy pasek na rękawie jego skórzanej kurtki zaczepia się o drzwiczki samochodu i nie może on wyskoczyć przed upadkiem z klifu.
Jim próbuje powiedzieć rodzicom, co się wydarzyło, ale w końcu zirytowany tym, że nie rozumieją jego słów wybiega z domu. Kiedy kumple Buzza widzą, że Jim zamierza iść na policję, postanawiają go odszukać i w tym celu nękają rodziny Platona i Jima. Judy i Platon dołączają do niego w ogrodzie opuszczonej willi, gdzie udają rodzinę, z Jimem jako ojcem, Judy jako matką i Platonem jako dzieckiem. Prześladowcy wkrótce ich odnajdują, i Platon wymachuje pistoletem, potem strzela do jednego z chłopaków, Jima, i do policjanta, w wyraźnie niezrównoważonym stanie psychicznym.
Platon ukrywa się w Obserwatorium Griffitha, które wkrótce zostaje oblężone przez policję. Jim i Judy wchodzą za nim do środka i Jim przekonuje Platona, żeby pożyczył mu pistolet, potem po cichu wyjmuje magazynek (chociaż nie nabój, który jest już wprowadzony do komory). Kiedy Platon wychodzi z obserwatorium, znów zaczyna nerwowo się zachowywać widząc policję i biegnie przed siebie, wymachując bronią. Zostaje zastrzelony przez policjanta działającego w samoobronie i chroniącego gapiów, mimo krzyków Jima, że wyjął naboje. Platon miał akurat na sobie kurtkę Jima i z tego powodu rodzice Jima (sprowadzeni na miejsce przez policję) myślą na początku, że to ich syn został trafiony. Matka podbiega do Jima i pociesza go po śmierci przyjaciela. Pan Stark obiecuje, że będzie solidniejszym ojcem, na którym syn będzie mógł polegać. Pogodzony z rodzicami Jim przedstawia im Judy.

## Obsada
- James Dean – Jim Stark
- Natalie Wood – Judy
- Sal Mineo – John „Platon” Crawford
- Jim Backus – Frank Stark, ojciec Jima
- Ann Doran – Carol Stark, matka Jima
- Corey Allen – Buzz Gunderson
- William Hopper – ojciec Judy
- Rochelle Hudson – matka Judy
- Edward Platt – Ray Fremick
- Virginia Brissac – pani Stark, babcia Jima
- Steffi Sidney – Mil
- Beverly Long – Helen
- Ian Wolfe – dr Minton
- Frank Mazzola – Crunch
- Robert Foulk – Gene
- Jack Simmons – Cookie
- Tom Bernard – Harry
- Nick Adams – Chick
- Jack Grinnage – Moose
- Clifford Morris – Cliff